# Skały Bełogradczik

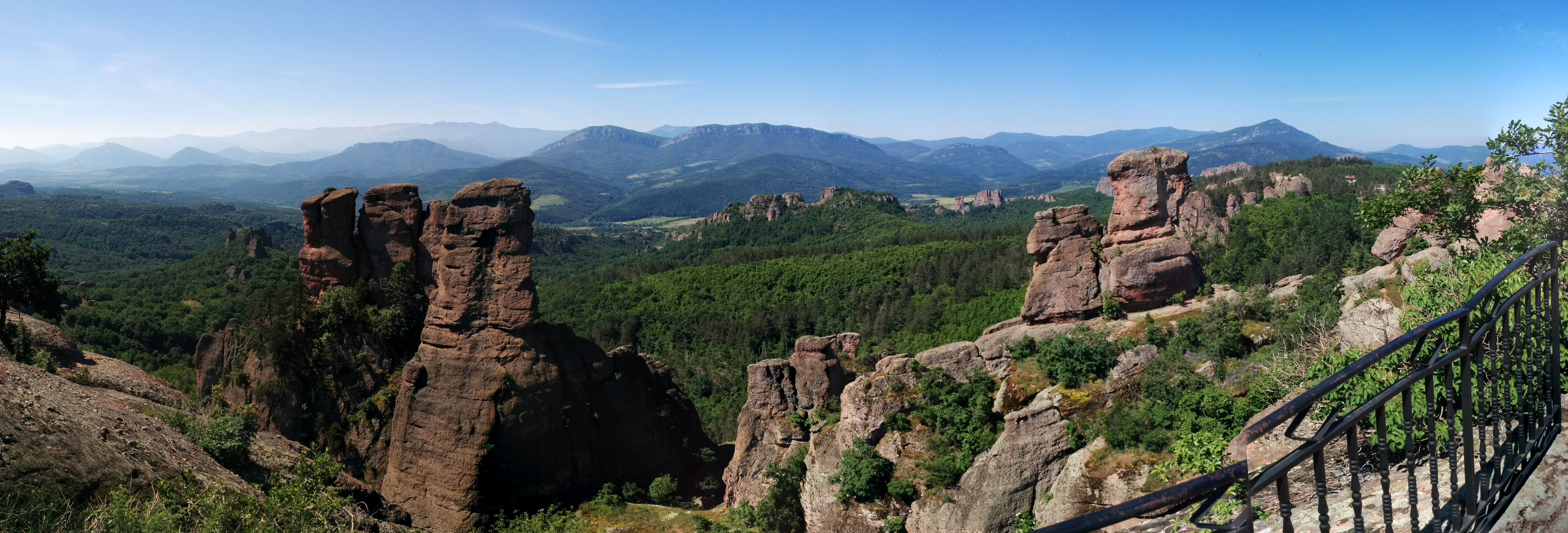
Panorama skał Bełogradczik

Skały Bełogradczik – grupa skał zbudowanych z piaskowca oraz zlepieńca, położonych w pobliżu miasta Bełogradczik, w obwodzie Widyń w Bułgarii. Zajmują łącznie powierzchnię 50 km².
Skały zaczęły się tworzyć w erze permu ok. 250 milionów lat temu.
W 2011 roku zostały wpisane na listę informacyjną UNESCO.
Jest to siedlisko jastrzębca Hieracium belogradcense, która znajduje się na bułgarskiej czerwonej księdze gatunków zagrożonych.